# Глусское гетто
Гетто в Глу́ске (лето — декабрь 1941) — еврейское гетто, место принудительного переселения евреев города Глуска Могилёвской области в процессе преследования и уничтожения евреев во время оккупации территории Белоруссии войсками нацистской Германии в период Второй мировой войны.

## Оккупация Глуска и создание гетто

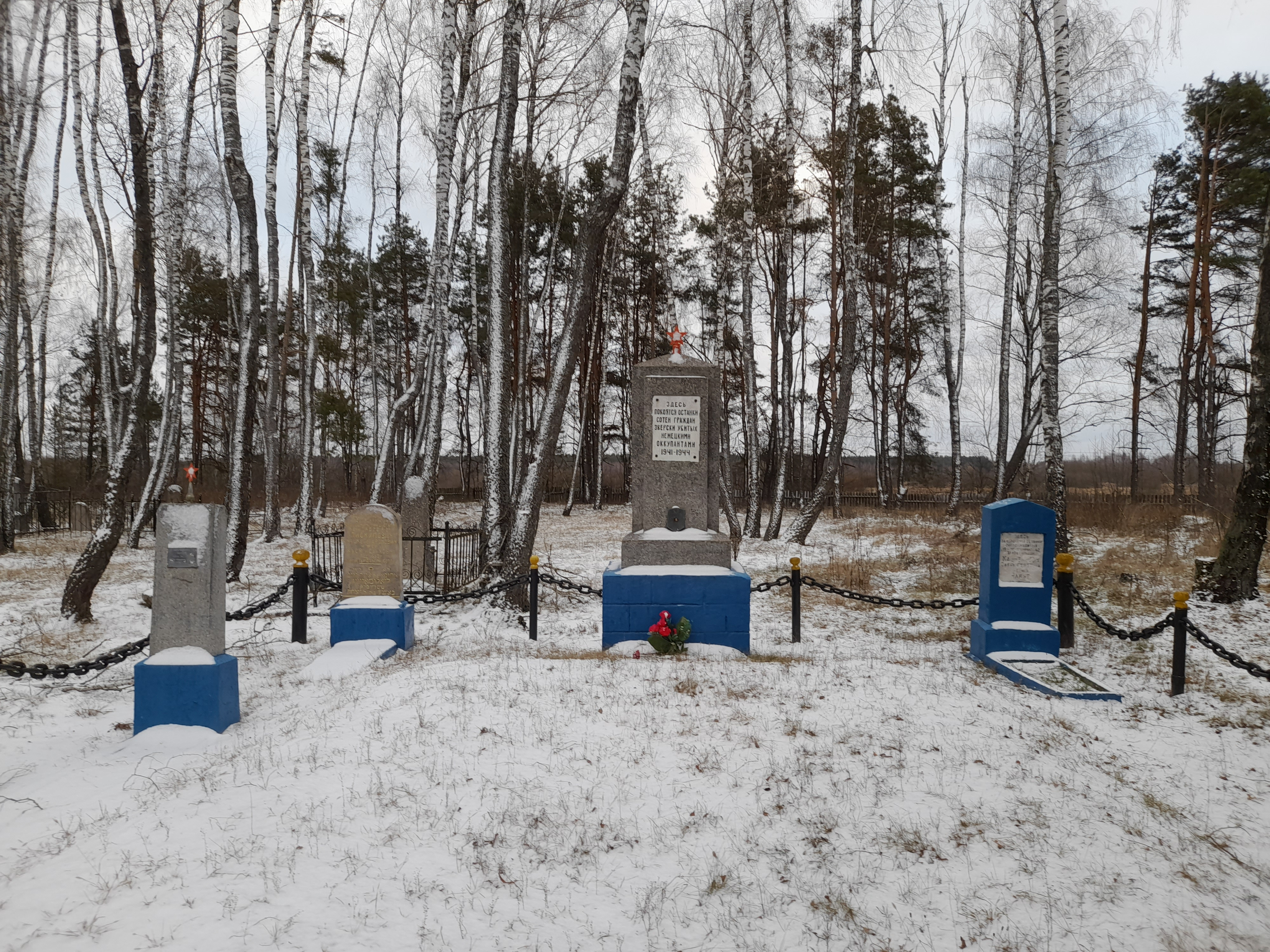
Памятник на еврейском кладбище Глуска на месте перезахоронения

В 1939 (1938) году в Глуске жили 1935 евреев из 5125 жителей — 37,76 % всех горожан.
Вовремя уйти из местечка, находящегося вдали от железной и всех прочих дорог, смогли в основном только молодые и сильные, а обременённые маленькими детьми и стариками-родителями остались под оккупацией.
Глуск был захвачен немецкими войсками 28 (27) июня 1941 года, и оккупация продолжалась 3 года — до 27 июня 1944 года.
Первое, что сделали немцы после захвата Глуска, — собрали всех евреев и велели пришить к одежде спереди и сзади жёлтые нашивки. Затем, реализуя гитлеровскую программу уничтожения евреев, немцы организовали в местечке гетто и создали юденрат. Гетто в Глуске было открытого типа — без ограждения, и евреи оставались жить в своих домах в условиях множества ограничений и запретов, наложенных на них под угрозой смерти.
Оккупанты сразу организовали в местечке лагерь для принудительных работ, и евреев обязали являться туда ежедневно, лишь вечером отпуская домой. За уклонение от явки на работу наказанием был расстрел.

## Условия в гетто
При малейшем неповиновении евреев расстреливали на месте. Первой жертвой среди евреев стал рабочий парка по имени Шлёма, который что-то возразил немцам.
В магазин евреям было запрещено ходить. Продовольственные карточки в самом начале оккупации немцы давали всем жителям, но евреям вскоре перестали давать. Кормились евреи со своих огородов.
Всё время существования гетто немцы требовали у евреев разнообразные «контрибуции».
Осенью 1941 года появились сведения о переселении евреев в закрытое гетто — в разрушенную бывшую польскую крепость на валу возле костёла. Немцы предупредили, что с собой будет позволено взять только самое необходимое. Евреи даже ходили смотреть, где их разместят и готовились к переселению, но однажды приехал из Бобруйска немецкий офицер и сказал, что переселения не будет.

## Уничтожение гетто
Последние евреи Глусска были расстреляны 1, 2, 9, 10 и 11 (12, 13 и 14) декабря 1941 года.
9 (2) декабря в 6 часов утра объявили приказ всем евреям явиться с документами и ценными вещами к комендатуре на площадь. Город был оцеплен местными коллаборационистами. Стало известно, что в 2 часа ночи немцы подняли глускую пожарную команду и послали её рыть могилы для евреев. Траншеи на Мыслотянской (Мыслочанской) (по названию близлежащей деревни Мыслотино) горе копали военнопленные, которых после этого расстреляли. Полицаи стали ходить по домам и выгонять евреев. Дома, где жили евреи, даже не были помечены, потому что полицаи и так знали всех в местечке.
Собрав всех евреев на площади в центре Глуска, приехавшая накануне зондеркоманда погрузила женщин и детей в машины, отвезла в карьер на Мыслотянской горе рядом с местечком и расстреляла. Мужчин автоматчики с собаками повели на расстрел в сторону Мыслотянской горы. А ещё часть евреев, около 500 человек, повели на расстрел почти в самый центр города — на Костельский вал около костёла. Часть евреев расстреляли на территории артели «Спатры», часть — на территории кладбища. Женщин перед расстрелом раздевали, насиловали и убивали голыми. «Акции» (таким эвфемизмом гитлеровцы называли организованные ими массовые убийства) осуществляли немцы — зондеркоманда, примерно человек 10-15, прибывшие накануне.
Тех, кто не пришёл в первый день на площадь или сумел скрыться, искали — полицаи обыскивали дома, и кого находили, отводили в комендатуру. Их расстреляли в последующие два дня — около 70 человек.
Осенью 1943 года и в начале 1944 года нацисты, уничтожая следы преступлений, заставили военнопленных выкапывать и сжигать тела убитых глусских евреев. Самих военнопленных затем тоже расстреляли.

## Случаи спасения и «Праведники народов мира»
В Глуске четыре человека были удостоены почетного звания «Праведник народов мира» от израильского мемориального института «Яд Вашем» «в знак глубочайшей признательности за помощь, оказанную еврейскому народу в годы Второй мировой войны»:
- Архипцева Надежда, Волчек (Архипцева) Любовь и Слабко (Белицкая) Ольга — за спасение Шульман Ольги в Глуске[15];
- Бабак Мария — спасла Рубинсона Менделя, Кацман Хаю с детьми и Штейн (Меклер) Эмму с матерью в Глуске[16].

## Память
Всего в Глуске были убиты около 3000 евреев. Сохранились имена только немногим более 1000 жертв геноцида евреев в Глуске.
После войны в Глуске открыли мемориальный комплекс воинской славы без упоминания о жертвах Холокоста.
На Мыслочанской горе около деревни Мыслотино в 1958 году родственники убитых во время Катастрофы евреев поставили свой памятник с табличкой: «Вечная память гражданам (еврейской национальности), советским военнопленным и партизанам, зверски замученным немецко-фашистскими извергами в 1941—1944 гг. От граждан г.п. Глуска». В 2010 году на Мыслочанской горе был открыт новый памятник с надписями «Мыслочанская гора — адрес горя и боли. Место массового уничтожения 3 тысяч глусских евреев» и «9 декабря 1941 года. Трагедия зимнего дня — эхо в наших сердцах». Шесть колонн памятника в виде разорванной довоенной семейной фотографии символизируют 6 миллионов убитых во времена Холокоста евреев.
На еврейском кладбище Глуска также стоит небольшой памятник на месте перезахоронения в начале 1960-х годов праха евреев, убитых на Костельном валу. На табличке на иврите написаны слова памяти погибшим.
15 мая 2005 года в Бруклине, в Мемориальном парке Холокоста (The Holocaust Memorial Park), состоялось открытие Камня памяти евреев Глуска с табличкой на русском и английском языках: «В память о тысячах евреев, зверски расстрелянных нацистами в гетто местечка Глуск (Беларусь) в декабре 1941 г.». Писатель Симха Кустанович издал в Нью-Йорке две книги о погибших евреях Глуска: «Глуск — боль моя» и «Глуск — мой штетл».